# Angus Barbieri
Angus Barbieri (geboren 1938 oder 1939; gestorben am 7. September 1990) war ein schottischer Mann, der vom 14. Juni 1965 bis zum 30. Juni 1966 382 Tage lang fastete. Er ernährte sich von Tee, Kaffee, Mineralwasser plus Einnahme von Multivitaminpräparaten, während er zu Hause in Tayport, Schottland lebte und regelmäßig das Maryfield Hospital für medizinische Untersuchungen aufsuchte. Er verlor 125 kg und stellte einen Rekord für die Dauer des Fastens auf.

## Kindheit und Jugend
Agostino „Angus“ Barbieri wurde in Tayport, Schottland, als Sohn italienischer Eltern geboren, die einen Fish-and-Chips-Laden betrieben. Aufgrund seines voluminösen Körperbaus benötigte er frühzeitig Hilfe bei alltäglichen Verrichtungen. Als Barbieri im April 1961 zum British Home Championship ins Wembley-Stadion fuhr, benötigte er eine Gruppe von Leuten, die ihn durch die Bustür bugsierten. Da Barbieri nicht durch das Drehkreuz vor dem Stadion passte, wurde er von einem Polizeibeamten durch ein Tor begleitet, und viele andere Fans ohne Eintrittskarte überwanden Berichten zufolge die Polizeikette, um das Stadion ebenfalls zu betreten, während die Polizei beschäftigt war.

## Das Fasten
1965, im Alter von 27 Jahren, ließ sich Barbieri in das Maryfield Hospital in Dundee, Schottland, einweisen. Ursprünglich war nur ein kurzes Fasten geplant, da die Ärzte der Meinung waren, dass kurze Fastenzeiten längeren vorzuziehen seien. Barbieri bestand aber darauf, weiterzumachen, weil es ihm so sehr entsprach und so leicht war und weil er sein ‚Idealgewicht‘ unbedingt erreichen wollte. Um nicht in Versuchung zu kommen, gab er seine Arbeit im Fish-and-Chips-Laden seines Vaters auf, der während der Zeit des Fastens geschlossen blieb. Im Verlauf des Fastens verlor er jegliches Verlangen nach Essen. 382 Tage lang, vom 14. Juni 1965 bis zum 30. Juni 1966, nahm er lediglich Vitamine, Elektrolyte, eine nicht näher bestimmte Menge Hefe und kalorienfreie Getränke zu sich, wobei er den Getränken gelegentlich Milch und/oder Zucker hinzufügte, besonders während der letzten Wochen des Fastens.
Barbieri hatte seine Behandlung im Krankenhaus begonnen, lebte jedoch die meiste Zeit der 382 Tage zu Hause und besuchte das Krankenhaus zwischendurch für ambulante Untersuchungen, einschließlich Blut- und Urinproben. Stuhlproben wurden nicht entnommen, aber Berichten zufolge vergingen bis zu 48 Tage zwischen den Stuhlgängen. Sein Ausgangsgewicht wurde mit 456 Pfund (207 kg) angegeben und das Fasten wurde offiziell am 1. Juli 1966 beendet, als Barbieri sein Zielgewicht von 180 Pfund (82 kg) erreicht hatte. Für die nächsten zehn Tage verordneten ihm die Ärzte eine Diät aus Salz und dann Zucker als Vorbereitung auf feste Nahrung. So wird in einigen Quellen eine Fastendauer von 392 statt 382 Tagen angegeben. Barbieri nahm am 11. Juli 1966 seine erste feste Mahlzeit zu sich: ein gekochtes Ei und eine Scheibe Butterbrot. Er sagte: „Ich habe vergessen, wie Essen schmeckt … Ich habe es sehr genossen.“

## Rekord
In der Ausgabe des Guinness-Buchs der Rekorde von 1971 wurde Barbieris 382-tägiges Fasten als das längste aufgezeichnete Fasten anerkannt. Barbieri hält den Rekord für das längste Fasten ohne feste Nahrung.

## Nachuntersuchung
Die Ärzte waren erstaunt über Barbieris Fähigkeit, der Versuchung zu essen zu widerstehen, ohne im Krankenhaus bleiben zu müssen. Er feierte seine Leistung mit einem dreiwöchigen Urlaub in Spanien. Eine Studie aus dem Jahr 1973 ergab, dass Barbieri ein gesundes Gewicht von 196 Pfund auf Dauer beibehielt. Er zog nach Warwick, heiratete eine Frau namens Mary und bekam zwei Söhne. Barbieri starb im September 1990 nach kurzer Krankheit.